# Les Kiki Tronic
 (octobre 2017).
Si vous disposez d'ouvrages ou d'articles de référence ou si vous connaissez des sites web de qualité traitant du thème abordé ici, merci de compléter l'article en donnant les références utiles à sa vérifiabilité et en les liant à la section « Notes et références ».
Les Kiki Tronic est une série télévisée québécoise en 26 épisodes de 25 minutes diffusée du 11 janvier au 2 septembre 2008 à Télé-Québec,.

## Synopsis
La série raconte l'histoire de trois super-héroïnes.

## Distribution
- Caroline Gendron : Magda
- Ariane-Li Simard-Côté : Lixie
- Sylvie De Morais : Ariel
- Louis Champagne : Poupette
- Maxime Desbiens-Tremblay : Henri
- Stéphane Jacques : Albert Thault
- Daniel Pilon : Président de la Terre
- Nicolas Paulhus : Zek
- Tobie Pelletier : Ludwig
- Steve Bourassa : Sinistron
- Jean-Claude Godbout : Sinistron
- Xavier Malo : Sinistron
- Jean-Carl Boucher : Syndic
- Marie Turgeon : Ilsa Aslavapoutine
- Noémie Yelle : Gritney Smears
- Anick Lemay : Lydia Prosciutto
- Marc Fournier : Sinistron
- Antoine Portelance : Agent Fiasco
- Martin Tremblay : Agent Fiasco
- Daniel Parent : Professeur Lokasse

## Fiche technique
- Réalisation : Robert Desfonds, Simon Barrette, Mark Soulard, Frédéric Lafleur
- Scénarios : André Chamberland, Frédéric Lafleur, Jim C., Paul Stoica, Stéphan Dubé
- Compositeur : Richard Lord
- Société de production : Zone 3